# Lygus striatus
Lygus striatus är en insektsart som beskrevs av Knight 1917. Lygus striatus ingår i släktet Lygus och familjen ängsskinnbaggar. Inga underarter finns listade i Catalogue of Life.